# Драган Михаиловић
Драган Михаиловић (Београд, 6. фебруар 1950) српски је сликар наиве.
Излагао је у Србији, Белгији, Шпанији, Италији Пољској, Аустралији као и широм Француске и Канаде.
У периоду 1992—1996 сваке године осваја главне награде на Међународном конкурсу наивног сликарства у организацији ТВ7 и Galerie Jeannine Blais.

## Изложбе
- Galeria Eboli, VIII muestra de arte naif Europeo, Madrid , Espagna, 2011.
- Randez vous des naifs, Verneuill sur Avre, France, 2011.
- Art naif , Espace Art et Liberte, Charenton le Pont, France, 2011.
- Exposition art naiv, Langres, France, 2011.
- Regard naif, mediatheque, galerie Mary – Ann, Macon , France, 2011.
- Galerie Paul – Bovee, Delemont, Suisse, 2011.
- Rencontre de l’art naif, Steinbach, France, 2011.
- Art naif – Dragan et ses amis, mediatheque La Grand’ Croix, France, 2011.
- Galerie Connoisseur’s, art naif, petits format, Paris, France, 2011.
- l’Europe et les naifs a la galerie Jacqueline Bricard, Lourmarin, France, 2011.
- Musee d’Allard, Completement a l’est, Dragan et ses amis, peintre naif Montbrison, France, 2010.
- F.I.V.A.N. Verneuill sur Avre, France, 2010.
- l’Europe et les naifs a la galerie Jacqueline Bricard, Lourmarin , France, 2010.
- Galeria Eboli, VII muestra de arte naif Europeo, Madrid , Espagna, 2010.
- Art naif, Dragan et ses amis, St. Galmier , France, 2010.
- Sedam Srpskih Samoukih Slikara, hol RTS, Belgrade , Serbie, 2010.
- Galeri Jeannine Blais , North Hatley , Quebec, 2010.
- Galerie Clarence Gagnon , Baie St. Paul Quebec , Canada, 2010.
- Galeria Eboli , VI muestra de arte naif Europeo , Madrid , Espagna, 2009.
- F.I.V.A.N. Verneuill sur Avre, France, 2009.
- Galerija Tajna , Belgrade, Serbie, 2009.
- F.I.V.A.N. , Katowice, Pologne, 2009.
- Festival d’art naiv, Ever , Belgique, 2009.
- Musee d’Allard, Completement a l’est , Dragan et ses amis , peintre naif Montbrison , France, 2009.
- Galeria Eboli, V muestra de arte naif Europeo , Madrid , Espagna, 2008.
- F.I.V.A.N. Verneuill sur Avre, France, 2008.
- l’Europe et les naifs a la galerie Jacqueline Bricard, Lourmarin , France, 2008.
- Galerija Tajna , Belgrade, Serbie, 2008.
- F.I.V.A.N. , Katowice, Pologne, 2008.
- F.I.V.A.N. Verneuill sur Avre, France, 2007.
- Exposition art naif , Montiviliers, France, 2007.
- Festival d’art naiv , Ever , Belgique, 2007.
- Exposition d’art naif , Espace St. Michel , Condom , France, 2007.
- Galeria Sant’Angelo , Biella , Italia, 2007.
- F.I.V.A.N. Verneuill sur Avre, France, 2006.
- Galeri Jeannine Blais, North Hatley , Quebec, 2006.
- Galerie Naifs du mond entier, Paris, 2005.
- Galerie Naifs du mond entier, Paris, 2004.
- Galeri Jeannine Blais, North Hatley , Quebec, 2004.
- Galerie Clarence Gagnon, Baie St. Paul Quebec , Canada, 2004.
- Galerie Naifs du mond entier, Paris, 2003.
- Galeri Jeannine Blais, North Hatley , Quebec, 2003.
- Galerie Clarence Gagnon, Baie St. Paul Quebec, Canada, 2003.
- Galerie Jeannine Blais, North Hatley (Quebec) Solo, 2002.
- Maison de la culture, NotreDame-de-Ia-Merci (Quebec), 2002.
- Centre d’art La Poudriere, Windsor (Quebec), 2002.
- Galerie Jeannine Blais, North Hatley (Quebec), 2002.
- Galerie Helena, Belgrade / Helena Gallery, Belgrade, 2002.
- Galerie Francoise, Megeve (France), 2002.
- Galerie Nalfs du monde entier, Paris, 2002.
- Galerie Pero, Exposition d’ceufs de Paques, Belgrade / Pero Gallery, Easter Egg Exhibition, Belgrade, 2002.
- Galerie Pero, Belgrade / Pero Gallery, Belgrade, 2002.
- Galerie Jeannine Blais, North Hatley (Quebec), 2001.
- Galerie Nalfs du monde entier, Paris, 2001.
- Galerie Francoise, Megeve (France), 2001.
- Galerie Pero, Exposition, 2001.
- d’ceufs de Paques, Belgrade / Pero Gallery, Easter Egg Exhibition, Belgrade, 2001.
- Musee Jardin, Villa Bagatelle, Sillery (Quebec), 2000.
- Galerie Jeannine Blais, North Hatley (Quebec), 2000.
- Galerie Naifs du monde entier, Paris, 2000.
- Centre d’art Rotary, La Sarre (Quebec), 2000.
- Galerie Jeannine Blais, North Hatley (Quebec), 1999.
- Musee des beaux-arts de Sherbraoke (Quebec), 1999.
- Musee Marc-Aurele-Fortin, Montreal, 1999.
- Salon d’automne, Paris – Montmartre (France), 1999.
- Galerie Pero, Exposition d’ceufs de Paques, Belgrade Pero Gallery, Easter Egg Exhibition, Belgrade, 1999.
- Galerie Ada Vedanta, Belgrade / Ada Vedanta Gallery, Belgrade, 1998.
- Musee de la civilisation, Quebec, 1998.
- 4e Concours international d’art naH, North Hatley (Quebec) / 4th International Nai’ve Art Competition, North Hatley (Quebec), 1998.
- Musee d’ethnographie, Belgrade / Ethnography Museum, Belgrade Solo, 1998.
- Galerie Pero, Belgrade / Pero Gallery, Belgrade, 1998.
- Musee d’ethnographie, Belgrade / Ethnography Museum, Belgrade, 1997.
- Hotel Hyatt, Belgrade, 1997.
- Galerie Jeannine Blais, North Hatley (Quebec) Solo, 1997.
- Don V J Posarevac, Serbie (Yougoslavie) / Don V J Posarevac, Serbia (Yougoslavia), 1997.
- The Connoisseur’s Gallery, 1997.
- The Connoisseur’s Gallery, Paris, 1996.
- Musee de la civilisation, Quebec, 1996.
- 3e Concours international d’art naïf, North Hatley (Quebec) / 3rd International Naïve Art Competition, North Hatley (Quebec), 1996.
- Salon international d’art naïf, Paris, 1996.
- Galerie Pero, Exposition d’ceufs de Paques, Belgrade / Pero Gallery, Easter Egg Exhibition, Belgrade, 1995.
- Galerie Jeannine Blais, North Hatley (Quebec) Solo, 1995.
- Comparaisons 1995, Grand Palais, Paris, 1995.
- Salon d’art naïf, Galerie le Chevalet Normand, La Bouille (France), 1995.
- 5e Exposition internationale d’art contemporain, Pontivy (France), 1995.
- Musee de la civilisation, Quebec, 1994.
- 8e Salon international d’art naïf, Paris, 1994.
- 2e Concours international d’art naïf, North Hatley (Quebec) / 2nd International Naïve Art Competition, North Hatley (Quebec), 1994.
- Art Contemporain, Pontivy (France), 1994.
- Duke Gallery, Melbourne (Australia), 1994.
- 1 er Concours international d’art naïf, North Hatley (Quebec) / 1 st International Naïve Art Competition, North Hatley (Quebec), 1993.
- Duke Gallery, Melbourne (Australia), 1993.
- Exposition internationale d’art animalier, Pontivy (France), 1993.
- 7e Salon international d’art naïf, Paris, 1992.
- Les Nalfs 1992, Pontivy (France), 1992.
- La Galerie Pleiade, Dunkerque (France), 1991.
- Skadarlija, Belgrade, 1991.
- Hommage a Max Fourny, Espace Michel Simon, Paris, 1991.
- Le Musee Laurier, Arthabaska (Quebec), 1990.
- La Galerie Jeannine Blais, North Hatley (Quebec), 1990.
- La Galerie Pleiade, Dunkerque (France), 1990.
- La Galerie 93, Paris, 1990.
- 6e Salon international d’art naïf, Paris, 1990.
- Le Palais de l’Unesco, Paris, 1989.
- La Galerie Beneditti, Megeve (France), 1989.
- Galerie Jeannine Blais North Hatley (Quebec), 1989.
- 5e Salon international d’art naïf, Paris, 1988.
- La Galerie Jeannine Blais, North Hatley (Quebec), 1987.
- 4e Salon international d’art naïf, Paris, 1987.
- La Galerie Jeannine Blais, North Hatley (Quebec), 1986.
- La Galerie no 55, Akka, Beziers, Cap d’Agde (France), 1986.
- Mladenovac, Yougoslavie / Mladenovac, Yugoslavia, 1986.
- 3e Salon international d’art naïf, Paris, 1986.
- 2e Salon international d’art naïf, Paris, 1985.
- Skadarlija, Belgrade, 1985.
- La Galerie NUBS, Belgrade / NUBS Gallery, Belgrade, 1985.
- La Galerie 93, Paris, 1985.
- Le Domaine des 4 Vents, Garches, Paris, 1984.
- La Galerie 93, Paris, 1984.
- La Galerie de Nesles, Paris, 1984.
- La Galerie Mona Lisa, Paris, 1983.
- 90e Exposition des Independants, Grand Palais, Paris, 1980.
- Le Country Club de Chevry II, 1980.
- Le Palais de l’Unesco – 20e anniversaire de la Revolution cubaine, Paris, 1979.
- La Galerie Au Chardon, Paris, 1979.
- 89e Exposition des Independants, Grand Palais, Paris, 1978.
- Paris Match, Paris, 1977.
- La Galerie 93, Paris, 1975.
- Les Galeries Lafayette, Paris, 1975.
- Au Grillon, Paris, 1974.